# Xiph.Org Foundation
Xiph.Org Foundation – organizacja non-profit tworząca otwarte formaty multimedialne oraz oprogramowanie do nich.

## Projekty
Najważniejszym projektem Xiph.Org jest rodzina formatów Ogg, z których najpopularniejszy stał się Vorbis, otwarty i wolny od patentów kodek dźwięku, zaprojektowany jako odpowiednik opatentowanych formatów MP3 i AAC. Obecnie prace skupiają się nad kodekiem obrazu Theora, zaprojektowanym jako odpowiednik opatentowanych formatów MPEG-4, RealVideo czy Windows Media Video.
Poza rozwijaniem własnych projektów fundacja opiekuje się też kilkoma już istniejącymi, komplementarnymi projektami FLOSS związanymi z multimediami, z których większość posiada własną, niezależną grupę programistów. Należą do nich Speex, stratny kodek dźwięku przeznaczony do zapisywania głosu, oraz FLAC, bezstratny kodek dźwięku.
W 2008 roku Free Software Foundation wymieniła projekty Xiph.Org jako projekty wolnego oprogramowania o wysokim priorytecie.